# Lars Bluhme
Lars Bluhme (født 9. juni 1986) er en dansk håndboldspiller, der spiller for Skjern Håndbold i Håndboldligaen. 

## Eksterne links
- Spillerinfo Arkiveret 3. juli 2008 hos  Wayback Machine